# 郭维国、李阳、王鹏飞、王智徇私枉法案
郭维国、李阳、王鹏飞、王智徇私枉法案是一个四名随王立军从辽宁公安系统被调往重庆市公安局的高级警官于2012年8月被法院认定以重庆市公安局原副局长郭维国为首犯，在海伍德死亡案中包庇谷开来，使谷等不受刑事追究，犯有徇私枉法罪，分别处5至11年有期徒刑的刑事案件。

## 侦查
合肥市人民检察院受最高人民检察院指定管辖，于2012年7月30日向安徽省合肥市中级人民法院提起公诉。

## 审判
合肥中院立案受理，后于2012年8月10日上午开庭一审。8月20日，合肥中院对此案与薄谷开来、张晓军故意杀人案同日宣判，两案全体被告人当庭表示不上诉。

## 各被告人情况

### 郭维国
- 历任锦州市公安局治安管理支队支队长，锦州海关走私犯罪侦查支局局长郭维国，重庆市江北区政法委书记、重庆市公安局沙坪坝分局局长。
- 案发时任重庆市公安局党委委员、副局长。
- 被判处有期徒刑11年，不上诉。

### 李阳
- 历任大连海事大学科技处处长，重庆市公安局刑警总队科通处处5处。
- 案发时任重庆市刑警总队总队长。
- 被判处有期徒刑7年，不上诉。

### 王鹏飞
- 历任辽宁省铁岭县公安局局长，铁岭市、盘锦市公安局副局长，重庆市公安局技术侦查总队三支队队长。
- 案发时任渝北区副区长兼公安分局局长、重庆市公安局技术侦查总队总队长。
- 被判处有期徒刑5年，不上诉。

### 王智
- 历任辽宁省锦州市古塔公安分局刑侦大队大队长，锦州市公安局古塔分局政委，重庆市公安局禁毒总队队长。
- 案发时任重庆市公安局沙坪坝区公安分局党委副书记、常务副局长。
- 被判处有期徒刑5年，不上诉。

## 另案处理
- 薄谷开来、张晓军故意杀人案（同院审理，同日宣判）
- 王立军徇私枉法、叛逃、滥用职权、受贿案

### 引用
1. ↑  薄谷开来、张晓军故意杀人案一审宣判 的存檔，存档日期2012-09-06.